# بحيرة علولة
بحيرة علولة هي بحيرة ضحلة كبيرة تقع في شمال شرق منطقة باري في ولاية بونتلاند في الصومال. أقصى نقطة في شمال البلاد، وهي مغطاة في الغالب بأشجار المانغروف.

## ملخص
تقع غابة المانغروف البحيرة المواجهة لخليج عدن خلف جزيرة حاجزة. تقع شمال شرق مدينة علولة، وهي أقصى مدينة في شمال الصومال. تحيط بالبحيرة شجيرات المانغروف، ويُرجح أنها تتوافق مع "بستان الغار الكبير المسمى أكاناي" الذي وصفه كتاب الطواف حول البحر الإرتري في القرن الأول الميلادي.
يعد نبات قندل مؤنف والقرم البحري من الأنواع السائدة من أشجار المانغروف في البحيرة.